# 二階堂行盛
二階堂 行盛（にかいどう ゆきしげ-ゆきもり）は、鎌倉時代前期の御家人。鎌倉幕府の政所執事、評定衆。

## 略歴
養和元年（1181年）、二階堂行光の子として誕生。
承久元年（1219年)、父・行光没後の政所執事は行光の甥・伊賀光宗となったが、元仁元年（1224年）光宗が伊賀氏事件で流罪となったあと行盛が就任する（『吾妻鏡』貞応3年（1224年）閏7月29日条）。嘉禄元年（1225年）に出家し法名を行然と名乗るが、政務を退いた訳ではなく、建長（1253年）12月9日に72歳で没するまで政所執事として鎌倉幕府の要職にあった。
以降この家系がほぼ政所執事を世襲し、最初は行泰が継ぐが、行泰が没すると行泰の弟である行綱、行忠の家に移り、弘安9年（1286年）に行忠からその孫の行貞に受け継がれた。

## 画像集

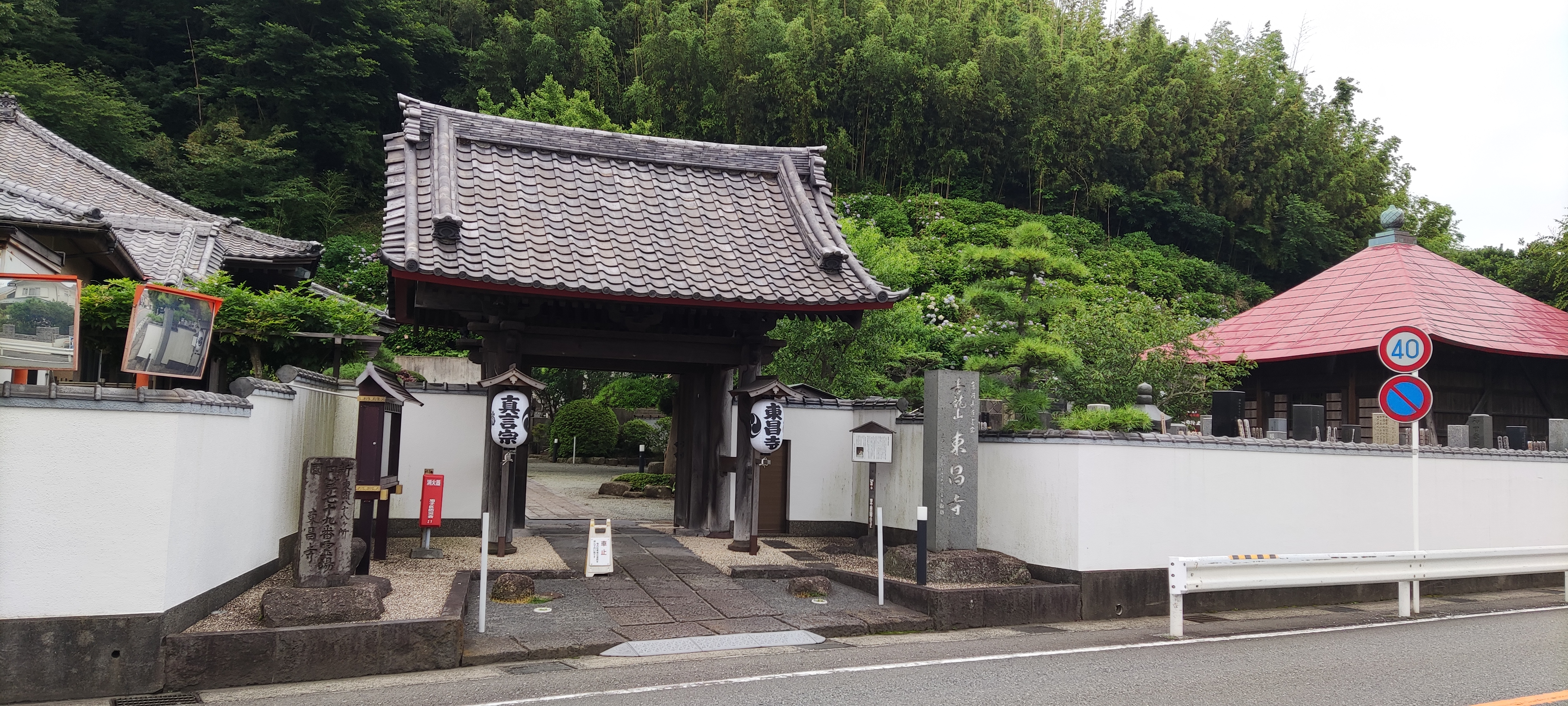
東昌寺（逗子市）（神奈川県逗子市池子2‐88‐33五輪塔は現在此処の境内）
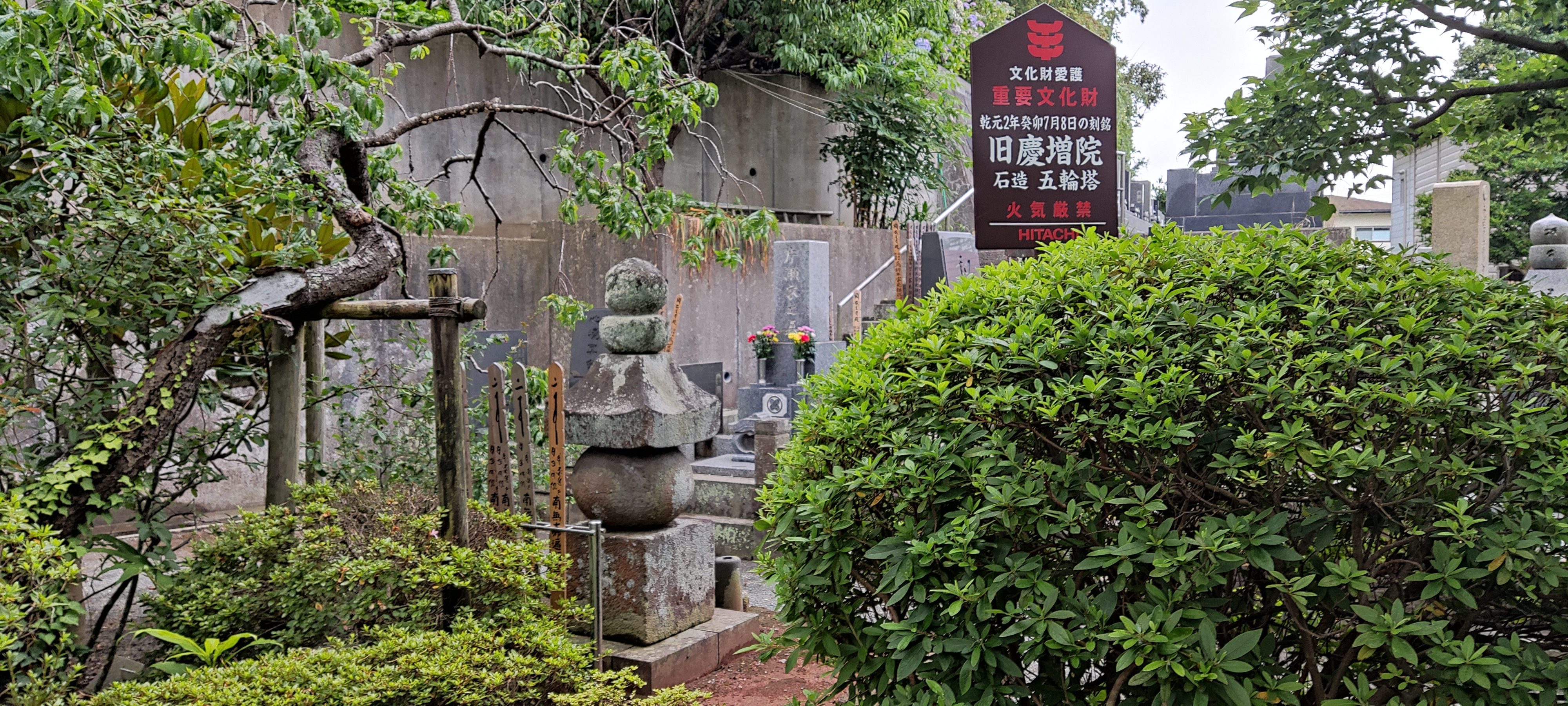
旧慶増院五輪塔（逗子市）（昭和28年(1953)8月29日重文指定、二階堂行然の墓説もあり此処に掲載）
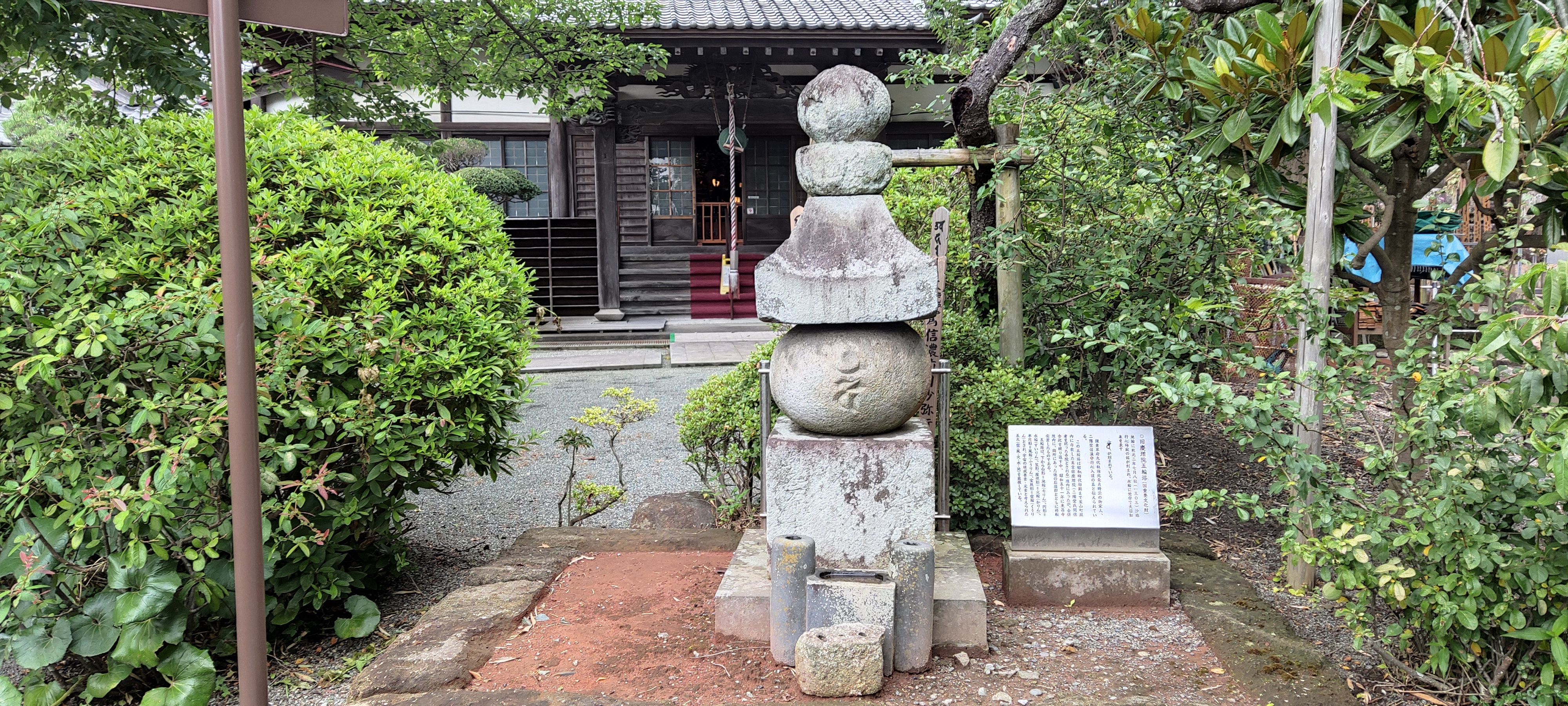
旧慶増院五輪塔＋解説板（乾元二年癸卯七月八日（1303）沙弥行心帰寂の銘、二階堂信濃守行心入道の墓）